# Honda, Tolima
Honda là một khu tự quản thuộc tỉnh Tolima, Colombia. Thủ phủ của khu tự quản Honda đóng tại Honda Khu tự quản Honda có diện tích 310 ki lô mét vuông. Đến thời điểm ngày 28 tháng 5 năm 2005, khu tự quản Honda có dân số 27938 người.